# Бердичі
Бе́рдичі — село Очеретинської селищної громади Покровського району Донецької області, в Україні. Населення становить 267 осіб.

## Загальні відомості
Відстань до райцентру становить близько 23 км і проходить автошляхом місцевого значення.
Землі села межують із північними околицями Авдіївки Донецької області, а саме з Авдіївським коксохімом.

## Населення
За даними перепису 2001 року населення села становило 267 осіб, із них 11,24 % зазначили рідною мову українську та 88,39 %— російську.

## Історія

### Російське вторгнення в Україну (з 2022)
10 жовтня 2023 року російські війська, в ході Боїв за Авдіївку почали наступ у районі Бердичів з ціллю оточення міста.
Вночі 17 лютого 2024 року ЗСУ відступили з Авдіївки, таким чином ЗС РФ наблизились до Бердичів та почали тиснути на західні околиці села.
27 квітня 2024 року ЗСУ були вимушені відійти на захід від селища з метою збереження особового складу.

## Відомі люди
- Лук'янченко Олександр Олексійович — міський голова Донецька.